# The Front Page
Pour les articles homonymes, voir The Front Page (homonymie).
The Front Page, adaptée en français au Québec sous le titre de En première page, est une comédie en trois actes de Broadway mettant en scène des reporters de tabloïd qui suivent la scène policière. Écrite par les anciens reporters de Chicago, Ben Hecht et Charles MacArthur, elle a été produite en 1928 et adaptée au cinéma et à la télévision à plusieurs reprises.

## Résumé

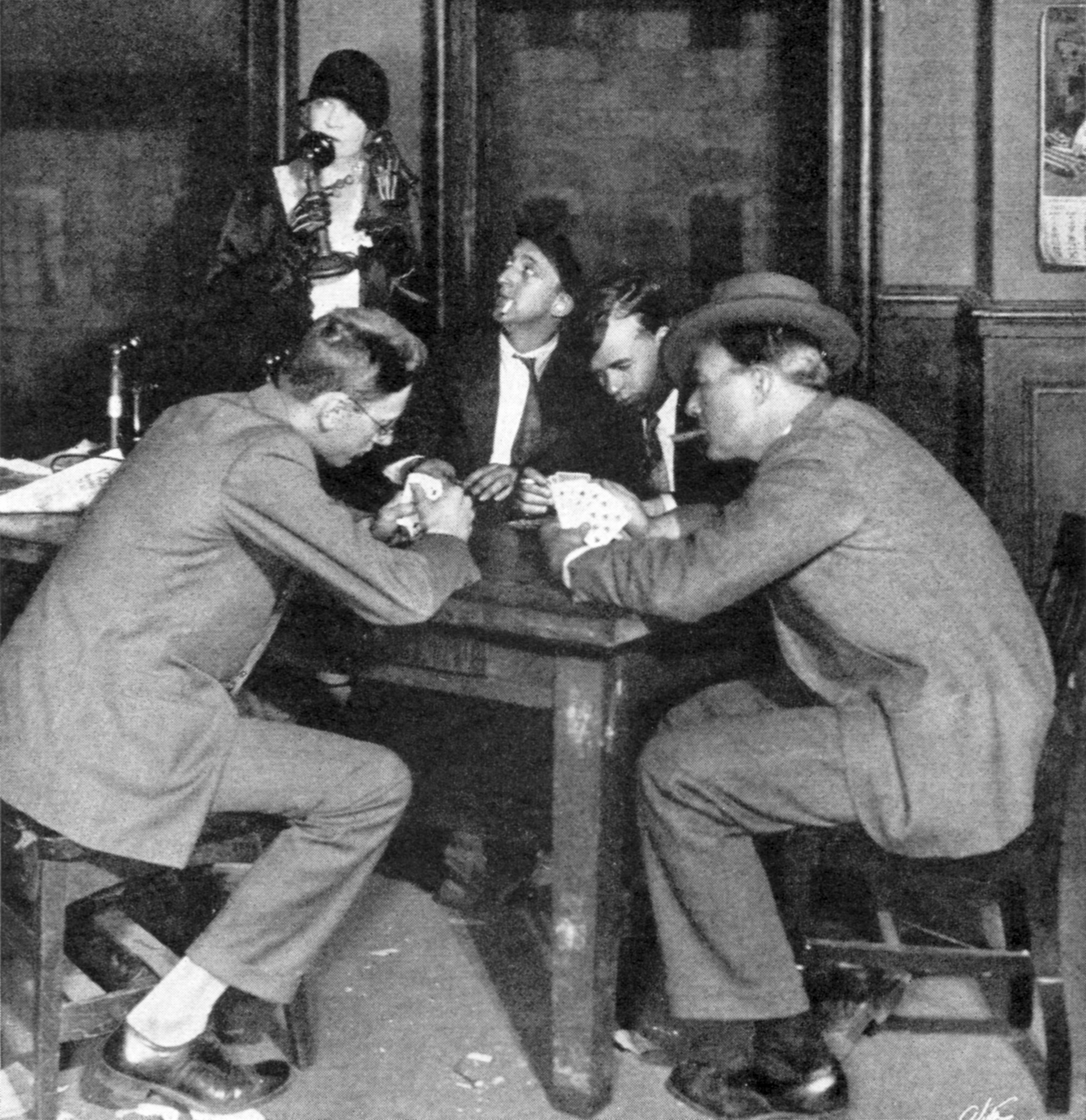
Des journalistes jouent aux cartes dans la salle de presse du Palais de justice dans l'acte I de The Front Page (1928).

L'unique lieu de l'action est la salle de presse délabrée du Criminal Courts Building de Chicago, qui surplombe la potence derrière la prison du comté de Cook. Les reporters de la plupart des journaux de la ville passent le temps en jouant au poker et en se racontant des histoires perverses sur l'actualité du jour. Bientôt, ils assisteront à la pendaison d'Earl Williams, un homme blanc supposé révolutionnaire communiste, reconnu coupable du meurtre d'un policier noir. Hildy Johnson, journaliste star audacieux pour l’Examiner, est en retard. Il vient seulement pour dire au revoir car il démissionne pour obtenir un travail respectable et se marier. Soudain, les journalistes apprennent que Earl Williams s'est échappé de la prison. Tous, sauf Hildy, se précipitent pour plus d'informations. Alors que Hildy ne parvient pas à se décider à la façon de réagir, Williams entre par la fenêtre. Il dit à Hildy qu'il n'est pas un révolutionnaire et qu'il a tiré sur le policier par accident. Le journaliste réalise que ce petit homme perplexe et inoffensif a été amené par chemin de fer — juste pour aider le maire tordu et le shérif à recueillir suffisamment de voix noires pour être réélu. C'est l'histoire d'une vie. Hildy aide Williams à se cacher à l'intérieur d'un bureau. Son défi de taille consiste maintenant à conduire Williams hors du bâtiment dans un endroit sûr pour une entrevue avant que des reporters rivaux ou des policiers à la gâchette facile ne le découvrent. Hildy n'a d'autre choix que de demander l'aide de Walter Burns, rédacteur en chef de l'Examiner - un tyran sournois qui ferait n'importe quoi pour garder Hildy au journal.

## Production
The Front Page a été produit par Jed Harris et mis en scène par George S. Kaufman, avec des décors de Raymond Sovey. La première a eu lieu au Times Square Theatre, à New York, le 14 août 1928, et 278 représentations ont été données jusqu'en avril 1929.

### Distribution
- Vincent York : Wilson, American[3]
- Allen Jenkins : Endicott, Post[3]
- Willard Robertson : Murphy, Journal[3]
- William Foran : McCue, City Press[3]
- Tammany Young : Schwartz, Daily News[3]
- Joseph Calleia : Kruger, Journal of Commerce[3]
- Walter Baldwin : Bensinger, Tribune[3]
- Violet Barney : Mrs. Schlosser[3]
- Jay Wilson : "Woodenshoes" Eichorn[3]
- Eduardo Ciannelli : Diamond Louis[3]
- Lee Tracy : Hildy Johnson, Herald-Examiner[3]
- Carrie Weller : Jennie[3]
- Dorothy Stickney : Molly Malloy[3]
- Claude Cooper : Sheriff Hartman[3]
- Frances Fuller : Peggy Grant[3]
- George Barbier : The Mayor[3]
- Frank Conlan : Mr. Pincus[3]
- George Leach : Earl Williams[3]
- Osgood Perkins : Walter Burns[3]
- Matthew Crowley : Carl[3]
- Gene West : Frank[3]
- Larry Doyle : a Policeman[3]
- George T. Fleming : a Policeman[3]

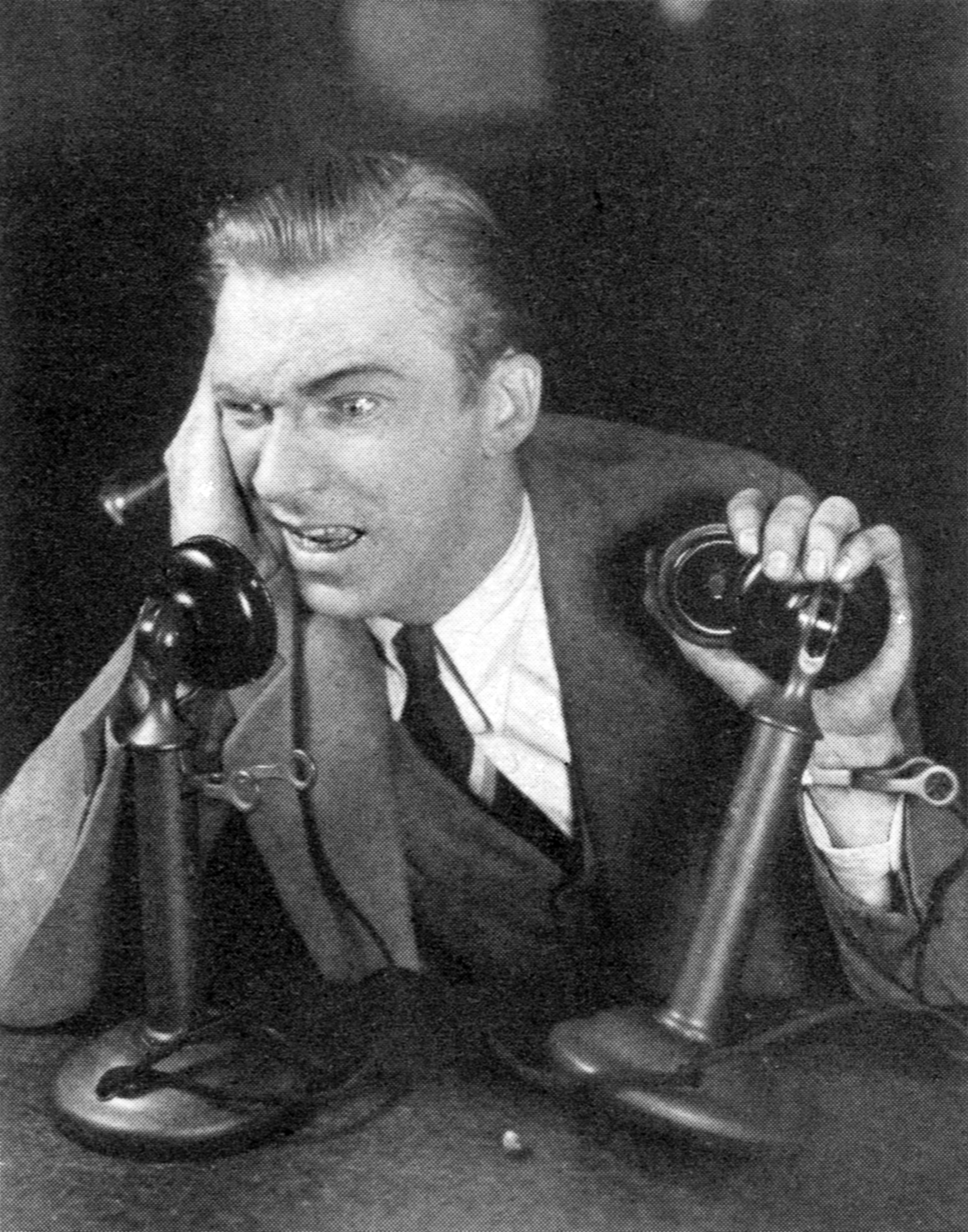
Lee Tracy dans le rôle de Hildy Johnson
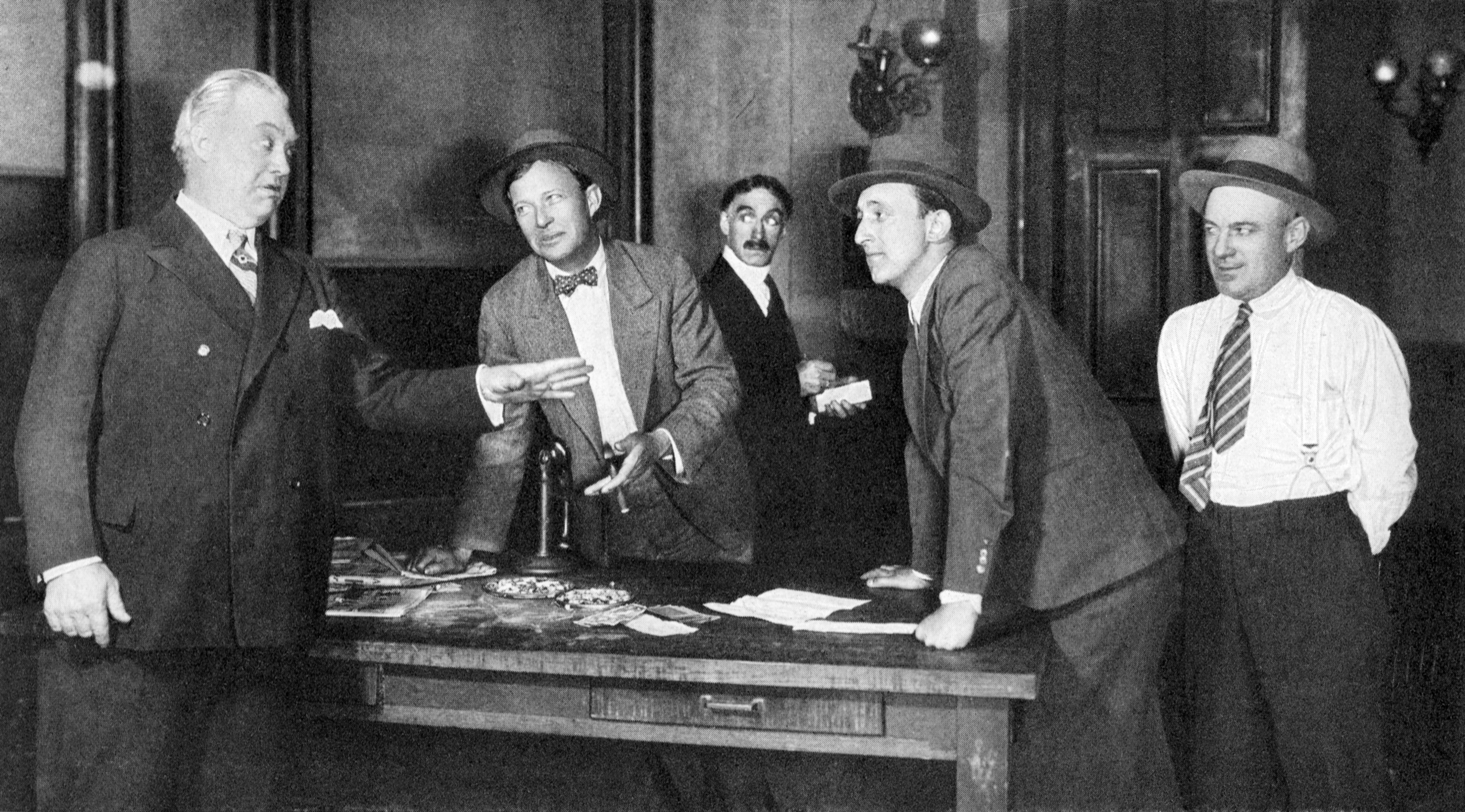
George Barbier (le maire), Willard Robertson (Murphy), Claude Cooper (shérif Hartman), Allen Jenkins (Endicott), William Foran (McCue)
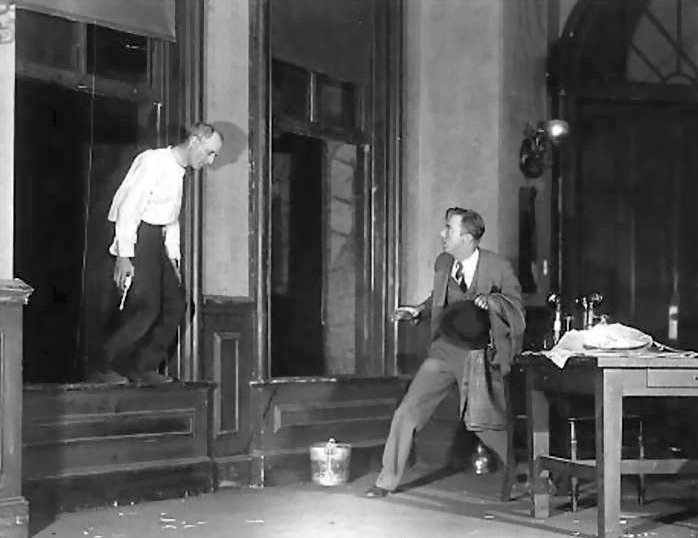
George Leach (Earl Williams) et Lee Tracy (Hildy Johnson)
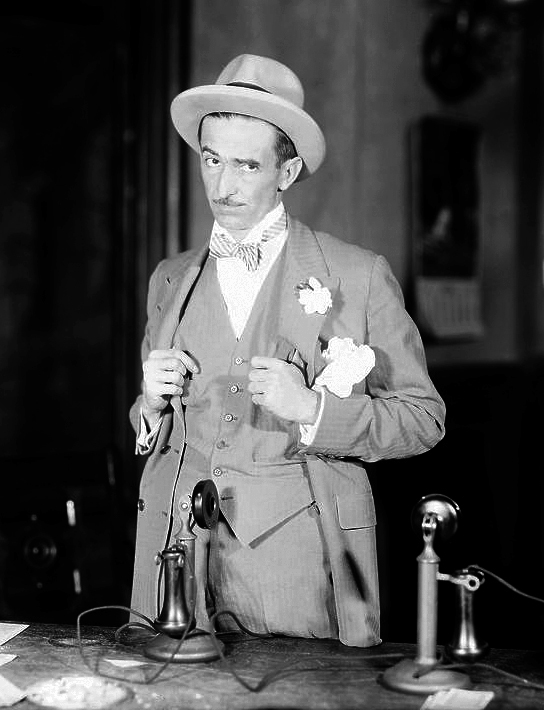
Osgood Perkins dans le rôle de Walter Burns

## Importance
Les discussions compliquées entre les auteurs et les conversations rapides et informelles ont ravi les spectateurs et ont rendu leur pièce instantanément classique. Hecht et MacArthur ont fortement influencé de nombreux autres auteurs de bandes dessinées américaines, notamment à Hollywood. Dans les années 1970, le producteur de films Dore Schary a confié à l'historien du cinéma David Bordwell que The Front Page avait influencé les scénaristes et les réalisateurs de studio dans les années 1930.
Les journaux sont inspirés du City News Bureau de Chicago (où MacArthur avait travaillé), du Chicago Daily News (où Hecht était journaliste) et du Chicago American. Le personnage de Earl Williams est vaguement basé sur "Terrible" Tommy O'Connor (en).Walter Burns est une caricature à peine déguisée du rédacteur en chef de Hearst, Walter Howey.

## Reprises
La pièce a été jouée quatre autres fois à Broadway. En 1946, la reprise est mise en scène par Charles MacArthur et se déroule pour 79 représentations. La reprise de 1969-1970 fut la plus réussie. Elle a été produite à l'Ethel Barrymore Theatre et fut interprétée par Robert Ryan et Bert Convy dans les rôles de Burns et de Johnson, pour un total de 222 représentations.
La reprise de 1986-1987 a été produite au Vivian Beaumont du Lincoln Center et mise en scène par Jerry Zaks et interprétée par Richard Thomas dans le rôle de Hildy et John Lithgow dans celui de Burns. Cette production a duré 57 représentations.
Une autre reprise à Broadway s'est jouée au Broadhurst Theatre, dans le cadre d'un engagement limité, commençant le 20 septembre 2016 en avant-premières et officiellement le 20 octobre. Mise en scène par Jack O'Brien, la distribution comprend Nathan Lane dans le rôle de Walter Burns, John Slattery dans celui de Hildy Johnson, John Goodman comme le shérif Hartman, Jefferson Mays comme Bensinger, Holland Taylor dans le rôle de Mme Grant, Sherie René Scott (Mollie Malloy), Robert Morse (Silas Pinkus) et Christopher McDonald rMurphy). La production a été généralement bien notée, en particulier pour Lane, et est devenue la première émission de la saison à récupérer et à générer des bénéfices,,. Il a reçu deux nominations aux Tony : meilleur acteur de théâtre (Lane) et meilleur scénario d'une pièce de théâtre (Douglas W. Schmidt).

## Adaptations
The Front Page a été adaptée au cinéma et à la radio à plusieurs reprises :
- The Front Page (1931), réalisé par Lewis Milestone, avec Adolphe Menjou, Pat O'Brien et Helen Kane[12]
  - Le film de 1931 a été adapté à la radio le 28 juin 1937 par le Lux Radio Theater pour une émission d'une heure, avec les voix de Walter Winchell et de James Gleason[13]
- His Girl Friday (1940), réalisé par Howard Hawks, mettant en vedette Cary Grant dans le rôle de Walter et Rosalind Russell dans le rôle de Hildy, qui dans cette version est une femme et l'ex-épouse de Walter. Un élément romantique est ajouté à l'intrigue, car Walter tente de reconquérir Hildy à la fois professionnellement et personnellement[12]
- Le film de 1931 a été adapté à la radio le 22 juin 1946 par le Academy Award Theatre, Menjou et O'Brien reprenant leurs rôles dans le film[13]
- Une série radiophonique de 1948 intitulée The Front Page et basée vaguement sur la pièce est diffusée sur le réseau American Broadcasting Company (ABC)[14] Il a joué Dick Powell et William Conrad .
- The Front Page (1949), série télévisée CBS, mettant en vedette John Daly et Mark Roberts[15]
- Spéciale Première (1974), réalisé par Billy Wilder, avec Jack Lemmon et Walter Matthau[16]
- Scoop (Switching Channels, 1988), mettant en vedette Burt Reynolds et Kathleen Turner, avec les reporters remis aux journalistes et aux journalistes, sans tenir compte du dialogue initial[17]

Dans La Dame du vendredi (His Girl Friday) et Switching Channels, le rôle principal masculin d'Hildebrand 'Hildy' Johnson est joué par deux femmes, Hildegaard 'Hildy' Johnson et Christy Colleran, respectivement.
Le roman de science-fiction de John Varley, Gens de la Lune (Steel Beach), publié en 1991, reprend l'histoire et le changement de sexe à un autre niveau ; l'intrigue comprend un changement de sexe par un journaliste nommé Hildy Johnson.
Quatre productions télévisées ont également été enregistrées, toutes sous le titre The Front Page :
- 1945, aux États-Unis ;
- 1948, au Royaume-Uni ;
- 1949 – 1950 (voir ci-dessus) aux États-Unis en tant que série sur CBS ;
- 1970, aux États-Unis

La comédie musicale Windy City (livre et paroles de Dick Vosburgh, musique de Tony Macaulay) est également basée sur The Front Page Il a été présenté au Victoria Palace Theatre, à Londres, en Angleterre, le 20 juillet 1982, pour 250 représentations.
De plus, l'histoire de Hecht et MacArthur pour le film Gunga Din (1939) recycle l'intrigue de base en tentative de dissuader quelqu'un (joué par Douglas Fairbanks Jr.) de quitter son emploi dans l'armée britannique et ses camarades (joués par Cary Grant et Victor McLaglen) sont de connivence pour l'en empêcher.
Le roman graphique Nemo: Heart of Ice (2013), d'Alan Moore et de Kevin O'Neill, contient une prose prétendument écrite par Hildy Johnson, qui se rend à Lincoln Island afin d'écrire sur le mariage de la petite-fille du capitaine Nemo avec le fils de Robur le Conquérant.

## Les accolades
The Front Page est incluse dans The Best Plays of 1928–29 de Burns Mantle.
La reprise de Broadway, en 1986, a été nommée pour deux Tony Awards en 1987 : Meilleure reprise et meilleur décor (Tony Walton), ainsi que pour le prix Drama Desk en tant que décor exceptionnel.

## Voir également